# Струтинський Василь Миколайович
Васи́ль Микола́йович Струти́нський (12 квітня 1946, с. Кремне на Житомирщині - 30 квітня 2003, Чернігів) — український дитячий письменник, журналіст.

## Життєпис
Дитячі роки провів на Житомирщині, майже 40 років — прожив на Чернігівщині.
Вступив на музично-педагогічний факультет інституту імені Миколи Гоголя в Ніжині, заочний відділ. Працював у селі Кукшині — баяністом у клубі.
Служив у радянській армії.
Переїхав до Чернігова, працював у чернігівській багатотиражній газеті «Будівельник» — майже рік. Потім перейшов до «Комсомольського гарту», згодом — до «Деснянської правди». Працював він і у «Чернігівських відомостях», і, аж вісім років, на обласному радіо, де вів молодіжні програми.
В 1992 разом з колегами засновують журнал «Чернігів» (з 1993 виходить під назвою «Літературний Чернігів»).
Його книжки ілюстрували найкращі київські й чернігівські графіки, а народний художник Володимир Ємець намалював портрет Василя Струтинського.
Побувавши в Парижі, відкрив художника, Олександра Савченка-Більського.
Захоплювався риболовлею.

## Творчість
У 1969 р. почав писати вірші для дітей. Вони друкувалися у багатьох газетах і журналах, звучали у програмах Національного радіо.
Протягом 1982—2002 видав 9 книжок, з яких 6 — поетичних та прозових для дітей і 3 — для дорослих (поезія).
Дитячі: «Голуба вулиця», «Чарівний скрипаль», «Як вітер застудився», «Таємниця квітчаного міста», «Ожина з твоєї долоні», «Сонце хвастати не вміє».
Збірки для дорослих «Ожина з твоєї долоні», «Пізня ожина».
Залишається «найтиражнішим» автором Чернігівщини. Його дитячі книжки у 1980-ті — на початку 1990-х, друковані в київському видавництві «Веселка» та чернігівському «Деснянська правда», мали загальний наклад більше 800 тисяч примірників. Його твори прикрашають сторінки читанок, хрестоматій та підручників з української мови.

## Відзнаки
Став переможцем Всеукраїнського закритого конкурсу на найкращу поетичну книгу для дітей (1984), лауреатом премії ім. Б. Грінченка, заснованої Чернігівською обласною «Просвітою» та лауреатом літературної премії ім. Л. Глібова, яку заснувала обласна Літературна спілка «Чернігів».
Також відзначений премією за книгу «Таємниця квітчаного міста», де в конкурсі «Найкраща книга року-2001» в Чернігові нагороджена за друге місце в номінації «Художня література».
Посмертно нагороджений відзнакою Міжнародної літературно-мистецької Академії України – премією імені Пантелеймона Куліша.

## Родина
Дружина Галина, донька Вікторія — викладач Чернігівського технологічного університету.